# Dacus schoutedeni
Dacus schoutedeni är en tvåvingeart som beskrevs av Collart 1935. Dacus schoutedeni ingår i släktet Dacus och familjen borrflugor. Inga underarter finns listade i Catalogue of Life.